# Szczytno (powiat płocki)
Szczytno – wieś sołecka w Polsce położona w województwie mazowieckim, w powiecie płockim, w gminie Radzanowo.
| SIMC    | Nazwa            | Rodzaj    |
| ------- | ---------------- | --------- |
| 0573888 | Działki          | część wsi |
| 0573894 | Szczytno-Kolonia | część wsi |

Prywatna wieś szlachecka, położona była w drugiej połowie XVI wieku w powiecie płockim województwa płockiego. W latach 1975–1998 miejscowość należała administracyjnie do województwa płockiego.
Wieś należy do parafii pw. św. Mikołaja w Miszewku Strzałkowskim.